# 千葉マツダ
株式会社千葉マツダ（ちばマツダ）は、千葉県を営業エリアとするマツダのカーディーラー。
地場独立資本のディーラーである。

## 営業所
東葛エリア
- 野田店
- 流山店
- 我孫子店
- 柏店
- 松戸店

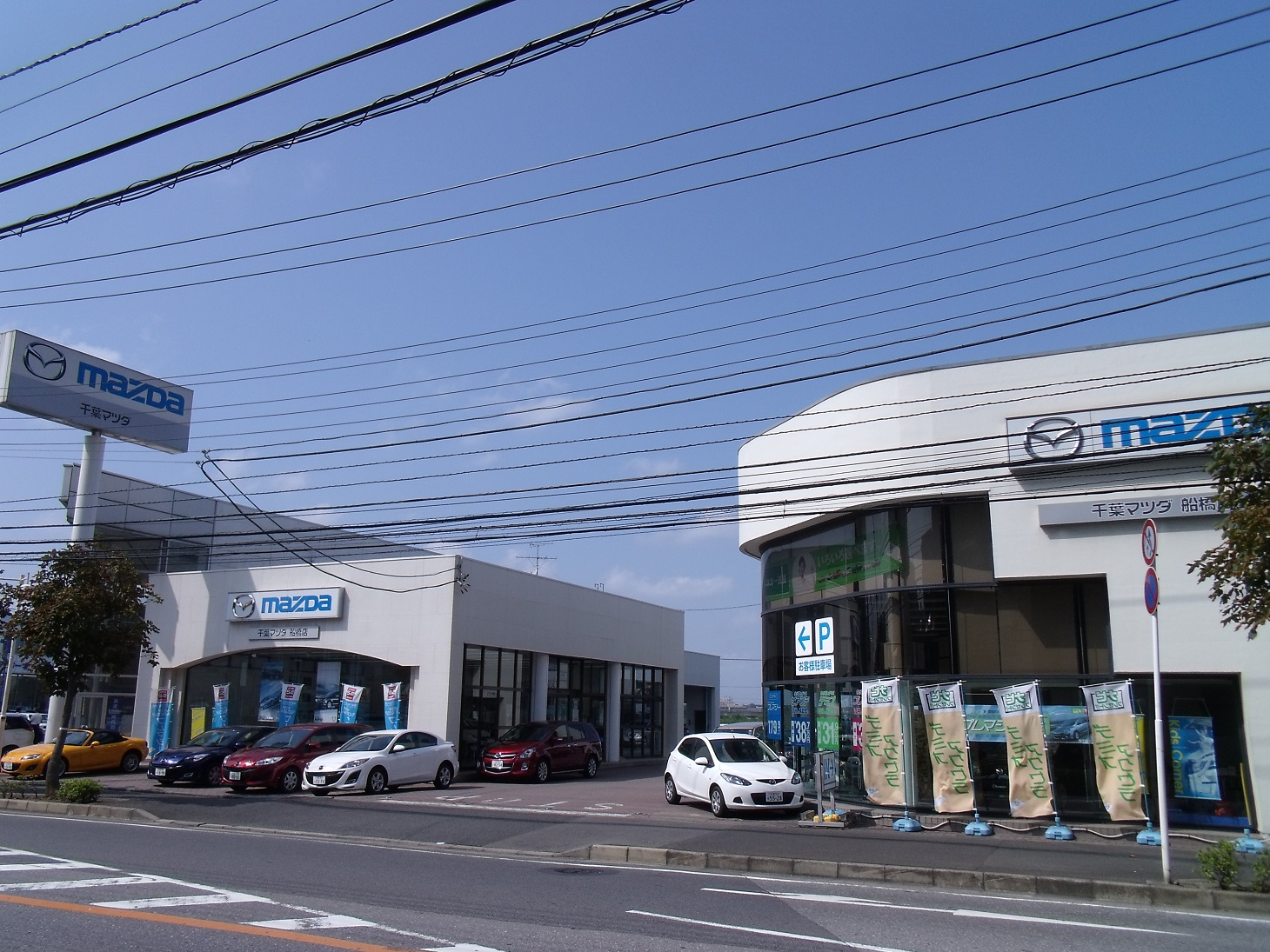
船橋店（旧アンフィニ千葉船橋店+ユーノス千葉東船橋店）

- 五香六実店（1986年開業で2016年で開業30周年となった）
- おおたかの森店（新世代店舗。2020年6月開店）

湾岸エリア
- 市川店
- 船橋店（2023年10月、新世代店舗にリニューアル）
- Brand Base Funabashi（2024年開店。販売店ではなく、アフターパーツや各種グッズ・車両の展示を中心にした店舗 ）
- 習志野店（2020年7月、新世代店舗にリニューアル）
- 八千代店

千葉エリア
- 長沼店
- 新港店（2017年4月、新世代店舗にリニューアル）
- そが店
- 誉田店

房総エリア
- 市原店（2019年10月、新世代店舗にリニューアル）
- 木更津店
- 君津店
- 館山店
- 茂原店

北総／東総エリア
- 千葉ニュータウン店（千葉エリア初の新世代店舗。2016年4月開店）
- 富里インター店
- 成田店（2018年3月、新世代店舗にリニューアル）
- ユーカリが丘店（新世代店舗。2018年1月開店）
- 東金店
- 旭店
- 銚子店

## 沿革
- 1953年4月：「千葉マツダ自動車株式会社」設立
- 1959年10月：マツダ側出資で「株式会社マツダオート千葉」(後のアンフィニ千葉)設立
- 1969年4月：「株式会社マツダオート京葉」(後のアンフィニ京葉)設立
- 1991年3月：メルセデス・ベンツ車の販売会社「株式会社シュテルン千葉」設立
- 1993年9月：フォルクス・ワーゲン車の販売会社「株式会社大木自動車」設立
- 2003年10月：マツダが、保有していたアンフィニ千葉を千葉マツダ側に売却[1]。それに伴い2社合併となり「株式会社千葉マツダ」に社名変更する。
- 2004年1月：最後まで残っていたアンフィニ京葉が千葉マツダと合併し、グループ3社が1社体制となる。
- 2020年3月：グループ会社を含めた持株会社制に移行。統括会社「株式会社CMGホールディングス」を設立。
- 2022年12月：千葉県のオートザムディーラー「マツダオートザム茂原・マツダオートザムいすみ」の経営会社「株式会社ビーアイエー」の経営権を取得。同社がグループ入りする。[2]。